# Волков Анатолій Романович
Анато́лій Рома́нович Во́лков (нар. 23 квітня 1925, Одеса — 4 серпня 2021, Чернівці) — літературознавець, професор.

## Біографія
Анатолій Романович Волков народився 23 квітня 1925 року в Одесі.
В евакуації в місті Байрамали (Туркменька РСР) в 1944 році закінчив Одеський педагогічний інститут. В 1945—1949 роках працював у Львівському університеті, а у 1949—1959 роках — у Чернівецькому університеті, потім — в Інституті літератури Академії Наук Української РСР.
Захистив дисертацію «Казки  О. С. Пушкіна у польських перекладах О. Ю. Глинського» і здобув науковий ступінь кандидата філологічних наук.
В 1979 році в Москві захистив докторську дисертацію «Карел Чапек і проблема реалістичної умовності у драматургії ХХ століття»  на здобуття наукового ступеня доктора філологічних наук. Згодом присвоєно вчене звання професора.
З 1961 року працював у Чернівецькому державному університеті. В 1982—1989 роках очолював кафедру зарубіжної літератури, а у 1989—1996 роках завідував кафедрою теорії та історії світової літератури. Одночасно в 1991—1999 роках завідував лабораторією порівняльного літературознавства.
З 1993 року був головним редактором збірника наукових праць  «Питання літературознавства» Чернівецького університету імені Ю. Федьковича.
Помер 4 серпня 2021 року у Чернівцях..

## Наукова діяльність
У колі наукових інтересів А. Р. Волкова слов'янські літератури, зокрема творчість Я. Гашека і К. Чапека. Він висунув теорію традиційних сюжетів й образів. Значним досягненням є енциклопедичне видання «Лексикон загального та порівняльного літературознавства», підготовкою та виданням якого керував вчений.
Серед його учнів 5 докторів наук.

## Праці
- Драматургія Карела Чапека/ А. Р. Волков. — Львів: ЛДУ, 1972. — 181 с.
- Творческие методы и художественные системы. — М.: Искусство, 1978. — 264 с.
- Традиційні сюжети та образи/ А. Р. Волков// бібліотека тижневика «Зарубіжна література». — 1998. — № 25 — 28 (89 — 92). — С. 3 — 14.
- Лексикон загального та порівняльного літературознавства/ голова ред. А. Волков. — Чернівці: Золоті литаври, 2001. — 634 с.
- Теорія традиційних сюжетів та образів/ А. Волков//Зарубіжна література в школах України. — 2007. — № 9. — С. 63 — 64.

## Родина
- Батько:  Роман Михайлович Волков — літературознавець, професор, перший ректор Одеського інституту народної освіти (ОІНО).
- Син:  Роман Анатолійович Волков — доктор біологічних наук, професор.